# حجرة حدود الأرض الممنوحة لمردوخ أبلا إيدينا الأول

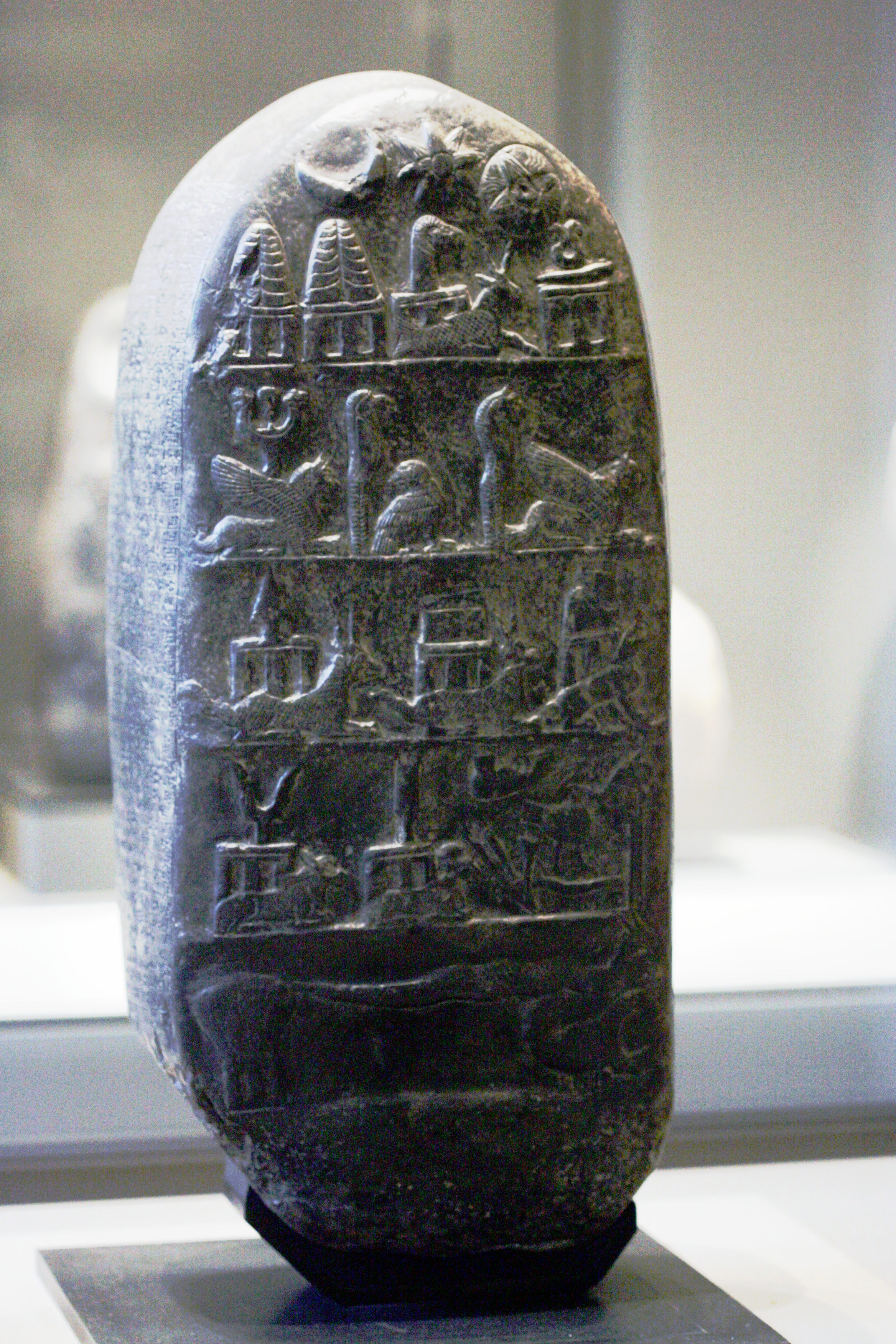
منحة الأرض لمردوخ ابلا ادينا بمتحف اللوفر.

حجرة حدود الأرض الممنوحة لمردوخ أبلا إيدينا الأول، حجرة حدود الأرض التي منحها الملك الكاشي للبابليون ميلي شيباك (1172-1186 قبل الميلاد) لمردوخ أبلا إيدينا الأول وهي حجر جيري رمادي بطول 0,7 متر، تمثال من الحجر من بلاد الرافدين القديمة (نارو)، دون عليها الهدية وهي عبارة عن أربعة أراضي مزروعة مع مستوطنات بما مجموعه 84 جور 160 كا، لشخص وصف بأنه خادمه (arassu irīm: منح خادمه) يسمى مردوخ أبلا إيدينا، والذي قد يكون ابنه و/ أو خليفته أو بدلا من ذلك شخص مماثل له. المساحة الكبيرة للأراضي الممنوحة معا مع كرم الإعفاء من كل الالتزامات المفروضة على الأراضي (الضرائب، السخرة للتاج، الخدمة العسكرية، التزيد بالعلف) مما جعل المؤرخين يفترضون بأنه الأمير. هناك 36 حجرة حدود (كودورو) والتي عدت على بناء على الفن التاريخي من عهد ميلي شيباك، وثمانبة منهم عينت خاصة باسمه. وحجرة الحدود هذه أفضل من كل حجار الحدود المحفوظة.

## التمثال الحجري
استردت علماء الآثار الفرنسيون الكودورو في بعثتهم سنة 1899 من سوسة - مرجع حفريات اس بي 22 - بناء على تكهنات من جاك دي مورغان، وأحضر إلى متحف اللوفر حيث مازال باقيا. منقوش على الحجر من ثلاث جهات في سبع خانات عمودية و387 سطرا. مثل معظم الكودورو، يصور آلهة البابليين في أقسام مسجلة على الحجر. في هذه الحالة عدد الأيقونات الإلهية 24 في خمس خانات، وهو أكثر من المعتاد.
الوصية كانت على الأرض المشتركة من مدينة أكاد الواقعة حول مستوطنة تاماكو قرب القناة الملكية في بيتبيريء آمور Bīt-Piri’-Amurru وهي مقاطعة في بابل الشمالية. في فقرة تضمن إعفاءات من الخدمة والضرائب لمستوطن الإقليم المنقول ملكيته، وقائمة من موظفين الدولة الممنوعين من أخذ الأرض من غير إذن أو فرض العمل مع تقييدات وضعت على تصرفهم. بما فيهم الملك بنفسه، شاكن ماتي šakin māti - حاكم الأرض - و šakin māti (غير معلوم الرتبة) من بيتبيريء عامورو Bīt-Piri’-Amurru، مما يناقض صورة الحكم المستبد الشرقي التي تنقل أحيانا بخصوص تلك الفترة.
يختتم النص بسلسلة غير اعتيادية من الدعوات والتعويذات بما فيها تعويذة غولا الشنيعة إلى حد ما «عسى أن تضع في جسده بلاءها، دملة باقية من غير مخرج، حتى يستحم بالدم ويقيح كالماء مادام حيا»، والتي يبدو أنها استنسخت على نصب ميلي شاباك. لا يوجد شهود مكتوبين على الحجر ليصادقوا على الوصية، وهو دليل اضافي للافتراض بانها هدية بين الملكيين.

### طاقم الشخصيات
- ميلي شاباك، الملك، مانح
- مردوخ أبلا إيدينا، خادمه، المستفيد
فريق مسح الأرض:
- ابن مردوخ، ابن/  سليل ارادا، محتمل أنه ماسح الأراضي، كما ظهر في كودورو منحة الأرض لخاسردو.
- شمشا نأدين شومي، ابن أراد نوباتي، شا رييش شاري، موظف للبلاط.
- شمشا شوم ليشير، ابن يولتويلو، عمدة مقاطعة بيترأي آمورو.

### الرموز الإلهية
يتم إعطاء تمثيل مبدع من الآلهة، حيث أنها معروفة، في تسلسل من اليسار إلى اليمين، أعلى إلى أسفل:
الخانة العلوية:
1-  سين - هلال
2- أوتو/ شمش - قرص شمس
3- عشتار/ إنانا - كوكب الزهرة
4- أنو - ضريح مع تاج
5- إنليل - ضريح مع تاج
6- إنكي / إيا - سمكة العنز أمام ضريح
7- ضريح مع مسمار أو خنجر
الخانة الثانية:
8- نينورتا - رمز رأسي أسد
9- زابابا - رمز رأس النسر
10- معبود الكاشيون - طائر ينظر للخلف
11- نرغال - رمز رأس أسد
12- تنين رابض بأجنحة
الخانة الثالثة:
13- مردوخ/ نمرود - موشماخو رابض أمام ضريح مع مجرفة.
14- نابو- تنين أقرن أمام ضريح مبني بالطوب مع مع وتد.
15- غولا - كلب أمام ضريح مع صدر امرأة
الخانة الرابعة:
16- هدد - ثور مستلق تحت صاعقة البرق.
17- كبش جاثم مع إزميل على ضريح.
18- نوسكو- حمل
19- محراث ببذراعين
20- ننتنوغا - طير يمشي
21- شوقامونا وشوماليا - طائر على عمود
الخانة الخامسة:
22- ضريح مع صدف البحر
23- عشتاران - ثعبان ملتف
24- إشارا - عقرب

### المنشورات الرئيسية
- - V. Scheil (1900). Mémoires de la Délégation en Perse, Tome II: Textes Élamites - Sémitiques. Paris. ص. 99–111.{{استشهاد بكتاب}}:  صيانة الاستشهاد: مكان بدون ناشر (link) pl. 21–24 translation and photographs
  - W. J. Hinke (1911). Selected Babylonian Kudurru Inscriptions. E. J. Brill. ص. 4–14. مؤرشف من الأصل في 2022-12-08. line art

## روابط خارجية
- Louvre image sb22, and extensive write-up, and historical setting of Kassites نسخة محفوظة 27 نوفمبر 2015 على موقع واي باك مشين. (Louvre)
- Kudurru Image; Article-(English)
- Kudurru Image; Article
- Front Face/Reverse: The Cuneiform Text; Article-(in Spanish)
- Front Face-(color): Article(Spanish)
- High resolution of the "Kudurru of Melishihu"